# Tiger JK
Seo Jung-kwon (Hangul: 서정권, Hanja: 徐廷權) (Seul, Coreia do Sul, 11 de junho de 1974) mais conhecido pelo seu nome artístico Tiger JK (Hangul: 타이거 JK) é um rapper, compositor e empresário coreano naturalizado estadunidense mais conhecido como membro fundador do grupo de hip hop coreano Drunken Tiger.  Ele também fundou duas gravadoras, Jungle Entertainment e Feel Ghood Music. Atualmente é membro do trio de hip hop MFBTY. Ele é considerado uma figura altamente influente no desenvolvimento do hip-hop coreano e é creditado por ajudar a trazer o gênero para o mainstream coreano, O Los Angeles Times se referiu a ele em 2011 como "talvez o rapper coreano mais popular na América, na Ásia e no mundo".

## Vida Pessoal
Tiger é fluente em coreano e inglês. Ele é casado com a rapper americana-coreana Tasha desde 2007 com quem tem um filho.